# Stock
För andra betydelser, se Stock (olika betydelser).

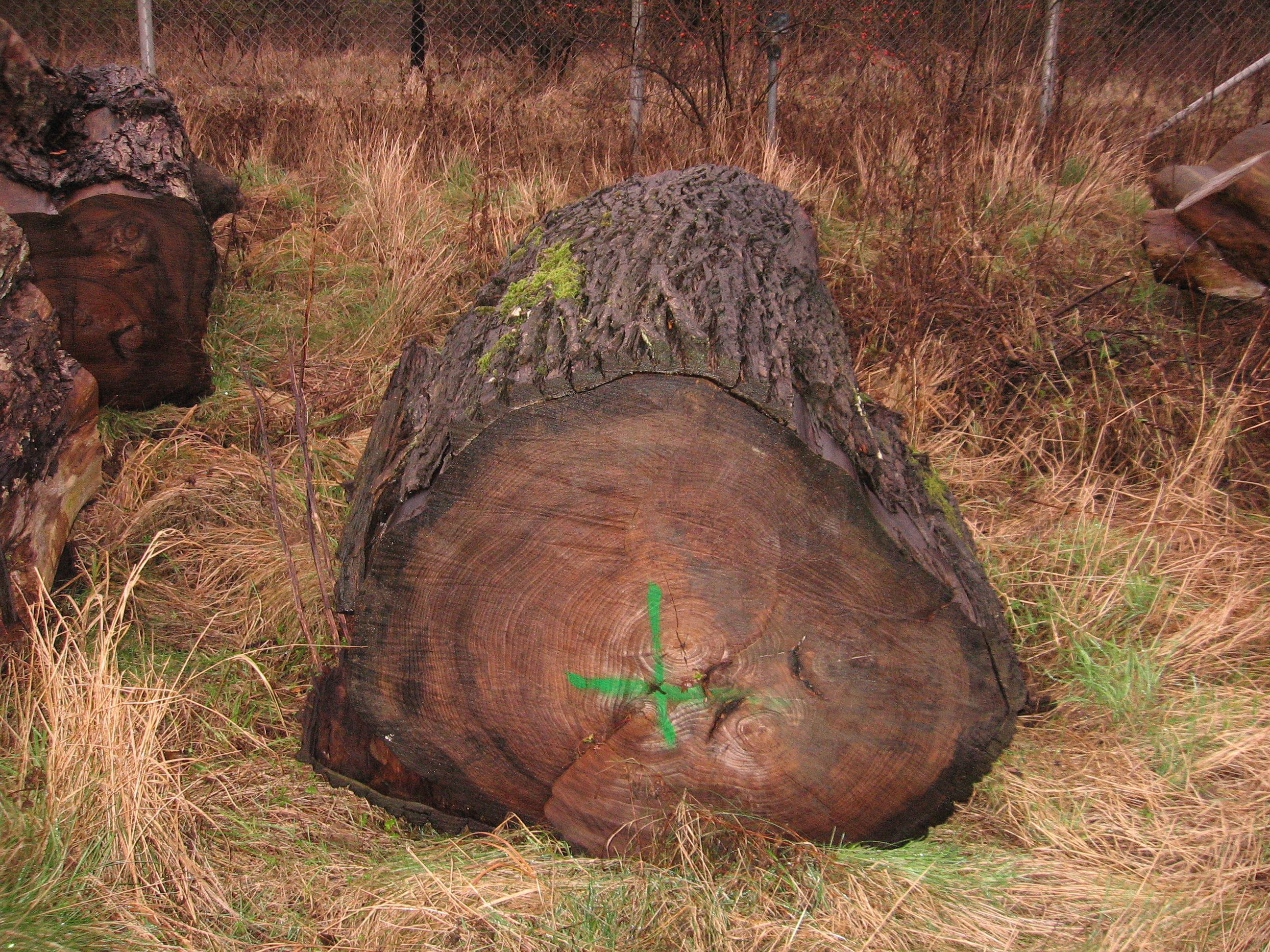
En stock.

En stock eller timmerstock är en avverkad trädstam eller sågtimmer. Sågtimmer avverkas av de flesta träslag, det vanligaste i Skandinavien är gran eller tall. Av lövträden är ek och björk vanligast. Stocken kapas i längder från tre till sex meter och med en minsta toppdiameter av 13 cm under bark, av vilka man gör trävaror. Stock med mindre diameter kallas klentimmer och används till regelvirke. Stock med felaktigheter som inte klassas som timmer görs till massaved för vidareförädling till cellulosa, eller ved eller flis.